# Universidade de Poitiers
A Universidade de Poitiers (Francês: Université de Poitiers) é uma universidade localizado na cidade de Poitiers, na França. 
Fundada em 1431, pelo Papa Eugênio IV e Carlos VII, a Universidade de Poitiers era originalmente composta de cinco faculdades: Teologia, cânone de  Direito, Direito Civil, Medicina e Artes. 
No século XVI, a universidade, exerceu grande influência sobre a vida cultural da cidade, perdendo apenas para Paris. E teve vários alunos famosos, como: François Rabelais, René Descartes e Francis Bacon, para citar apenas alguns exemplos. 
Após o seu fechamento durante a Revolução Francesa quando as universidades provinciais foram abolidas, a Universidade de Poitiers reabriu em 1896. A universidade foi reintegrada a partir de várias escolas e faculdades e recebeu novas faculdades como a Faculdade de Ciências e da Faculdade de letras.
Universidade fundada em 1984 pela Escola Nacional de Engenheiros poitiers (ENSIP).